# Лион (окръг, Тексас)
Окръг Лион (на английски: Leon County) е окръг в щата Тексас, Съединени американски щати. Площта му е 2797 km², а населението - 15 335 души (2000). Административен център е град Сентървил.